# Опитандра
Опита́ндра (лат. Opithandra) — род семейства Геснериевые (лат. Gesneriaceae), включающий в себя около десяти видов многолетних наземных корневищных трав. Применяется в декоративном цветоводстве.

## Этимология названия
Название рода происходит от греч. όπιθη «opithē» — сзади, и греч. ανηρ, ανδρος «anēr, andros» — мужчина, указывая на то, что задняя пара тычинок фертильная.

## Ботаническое описание
Многолетние наземные корневищные бесстебельные травы. Листья очерёдные или розеточные, основание от клиновидной до сердцевидной формы, черешковые, бархатисто-опушённые или шерстистые с обеих сторон, или опушена абаксиальная сторона, или опушены жилки.
Соцветия пазушные, поникающие, цимозные на цветоносах — одноцветковый или многоцветковый завиток с двумя супротивными прицветниками. Цветоносы длиннее листьев, поникающие. Чашелистики свободные, ланцетовидные. Чашечка актиноморфная, 5-членная; сегменты равны.
Венчик розового или лилового цвета, внутри с редким опушением в виде полос или железистыми волосками;
трубка цилиндрическая или воронковидная, может быть слегка выпячена в абаксиальной части, длина в 1,5—4 раза превышает отгиб; лопасти отгиба равные или отгиб отчётливо или неясно двугубый. Адаксиальная губа 2-лопастная, абаксиальная — 3-лопастная.
Тычинок фертильных 2, по длине — равные венчику, приросшие к адаксиальной стороне трубки венчика близ середины, реже вблизи базальной части венчика.
Стаминодии — 1-3 или отсутствуют; пыльники иногда свободные, открываются по продольным бороздкам. Нектарник кольцевой или чашевидный.
Завязь верхняя, цилиндрическая, постепенно сужающаяся в столбик, рыльце 1, головчатое, цельное или 2 цельных или 2-лопастных.
Плод — длинная коробочка, гораздо длиннее чашечки, открывается локулицидно к основанию, двухстворчатая, не перекрученная.
Семена без придатков.

## Ареал и местообитание
Южный Китай — провинции Сычуань, Гуанси, Гуандун, Цзянси, Фуцзянь, Западная Хунань, Гуйчжоу; Япония, на западе острова Хонсю, на островах Сикоку и Кюсю обитает типовой вид. В Китае растёт как геофит на приречных скалах или в затенённых местах в горных лесах, на высоте 500—900 над у. м.

## Хозяйственное значение и применение
В культуре редко встречающееся растение. Выращивают как декоративное растение в рокариях и альпинариях; в умеренном климате — как сезонное растение на балконах и террасах.
Относительно неприхотливые и холодостойкие, нуждаются в высокой влажности воздуха, переносят мягкие зимы, сохраняются под снегом.

## Виды
По информации базы данных The Plant List, род включает 3 вида:
- Opithandra dalzielii (W.W.Sm.) B.L.Burtt
- Opithandra fargesii (Franch.) B.L.Burtt
- Opithandra primuloides (Miq.) Burtt typus